# Гиздаваць
Гиздаваць (хорв. Gizdavac) — населений пункт у Хорватії, у Сплітсько-Далматинській жупанії у складі громади Муч.

## Населення
Населення за даними перепису 2011 року становило 127 осіб.
Динаміка чисельності населення поселення:

## Клімат
Середня річна температура становить 12,67 °C, середня максимальна – 26,83 °C, а середня мінімальна – -1,47 °C. Середня річна кількість опадів – 877 мм.
| Клімат поселення                              | Клімат поселення | Клімат поселення | Клімат поселення | Клімат поселення | Клімат поселення | Клімат поселення | Клімат поселення | Клімат поселення | Клімат поселення | Клімат поселення | Клімат поселення | Клімат поселення | Клімат поселення |
| Показник                                      | Січ.             | Лют.             | Бер.             | Квіт.            | Трав.            | Черв.            | Лип.             | Серп.            | Вер.             | Жовт.            | Лист.            | Груд.            |                  |
| Середній максимум, °C                         | 9,01             | 9,57             | 12,67            | 16,35            | 21,11            | 25,10            | 26,83            | 26,81            | 22,12            | 17,58            | 12,32            | 9,38             |                  |
| Середня температура, °C                       | 3,77             | 4,34             | 7,45             | 11,12            | 15,88            | 19,84            | 22,62            | 22,58            | 17,88            | 13,37            | 8,11             | 5,15             |                  |
| Середній мінімум, °C                          | −1,47            | −0,91            | 2,21             | 5,88             | 10,64            | 14,62            | 18,39            | 18,35            | 13,66            | 9,13             | 3,88             | 0,92             |                  |
| Норма опадів, мм                              | 73               | 64               | 71               | 75               | 61               | 60               | 40               | 53               | 78               | 96               | 112              | 94               |                  |
| Середньомісячна швидкість вітру, м/с          | 2.88             | 3.15             | 3.21             | 3.03             | 2.69             | 2.41             | 2.42             | 2.30             | 2.59             | 2.70             | 3.25             | 3.26             |                  |
| Середньомісячна сонячна радіація, кДж/м²·день | 5502             | 8212             | 11830            | 16250            | 20098            | 22603            | 24174            | 21473            | 15958            | 10335            | 5910             | 4650             |                  |
| --------------------------------------------- | ---------------- | ---------------- | ---------------- | ---------------- | ---------------- | ---------------- | ---------------- | ---------------- | ---------------- | ---------------- | ---------------- | ---------------- | ---------------- |
| Джерело:                                      |                  |                  |                  |                  |                  |                  |                  |                  |                  |                  |                  |                  |                  |